# ¡Hay que decirlo! (programa de televisión)
¡Hay que decirlo! es un programa de televisión chileno del género magacín, centrado en la entretención y el espectáculo. Es emitido por Canal 13 de lunes a viernes, en el horario de 17:00 a 19:10 horas. El espacio televisivo se estrenó el 5 de agosto de 2024 y es conducido por Pamela Díaz e Ignacio Gutiérrez.

## Formato
¡Hay que decirlo! sigue el formato clásico de magacín televisivo, combinando entrevistas, panel de conversación, análisis de actualidad del espectáculo y momentos de humor. El programa cuenta con la participación de invitados del mundo del entretenimiento, quienes abordan diversos temas relacionados con la farándula, la cultura pop y eventos sociales del país.
El espacio también incluye secciones fijas, como debates de temas contingentes, juegos en estudio, despachos en vivo y dinámicas con el público. La conducción de Pamela Díaz e Ignacio Gutiérrez aporta un tono distendido y cercano, con énfasis en la espontaneidad y la interacción directa con los televidentes a través de redes sociales.

### ¡Hay que decirlo! Prime
El programa ¡Hay que decirlo! Prime tuvo su estreno el 28 de marzo de 2025, siendo transmitido en horario nocturno, entre las 22:30 y las 00:00 horas. Al igual que su versión vespertina, es conducido por Pamela Díaz e Ignacio Gutiérrez, y se emite todos los viernes por Canal 13.

## Equipo

### Actual
Panelistas
- Pamela Díaz (2024–)
- Ignacio Gutiérrez (2024–)
- Paulina Nin de Cardona (2025–)[4]
- Willy Sabor (2024–)[5]
- Gissella Gallardo (2025–)
- Luis Mateucci (2025–)
- Yasmín Vásquez (2025–)

Reporteros
- Rodrigo Avilés (2024–)
- Matías Vega (2024–2025)

#### Especiales
- Francisco Halzinki
- Vanessa Daroch
- Alexandra Vidal
- Pablo Canaliza
- Claudio Valdivia
- Nelson Beltrán
- Camilo González - Tío Prensa

### Anteriores
Panelistas
- Arturo Longton (2024)
- Cecilia Gutiérrez (2024)
- Valentina Saini (2024–2025)
- Andrés Caniulef (2025)
- Felipe Vidal (2024–2025)[6]